# Де-Крім
Де-Крім (нід. De Krim) — село в нідерландській провінції Оверейсел. Входить до муніципалітету Гарденберг.
Його площа становить 19,09 км², а населення станом на 2021 рік складало 2 190 осіб.
Перша згадка про населений пункт датується 1857 роком, а його назва є нідерландським відповідником назви Криму. Така назва є відсилкою до Кримської війни, найжорстокішого на той час воєнного конфлікту, з яким порівнювали жорстокість нідерландсьеої військової поліції, що придушувала протести місцевих робітників.